# Andrew Wyatt
Andrew Wyatt Blakemore, conhecido como Andrew Wyatt, é um musicista, compositor e produtor musical americano. Nascido em Manhattan, Nova Iorque, tocou em bandas como The A.M. e Black Bettle. Atualmente, é vocalista do grupo de indie pop Miike Snow, que forma em conjunto com os suecos Christian Karlsson e Pontius Winnberg, mais conhecidos como Bloodshy & Avant.  Wyatt é conhecido por compor e produzir para diversos artistas, incluindo Liam Gallagher, Lady Gaga, Lorde e Bruno Mars.  
Até ao momento, Wyatt foi nomeado por duas vezes para o Grammy de Song of The Year (Canção do Ano) e de Record of the Year (Gravação do Ano), pelo seu contributo como compositor: em 2012 por "Grenade" (de Bruno Mars) e em 2019 por "Shallow" (de Lady Gaga e Bradley Cooper). Ambas os singles foram êxitos mundiais, tendo chegado, inclusivamente, ao nº 1 da Billboard Hot 100 e do top de singles do Reino Unido. "Grenade" foi ainda nomeada para o Grammy de Best Solo Pop Perfomance (Melhor Performance Pop a Solo) e "Shallow" para Grammy de Best Pop Duo/Group Performance (Melhor Performance Pop em Duo ou Grupo) e Best Song Written for Visual Media (Melhor Canção Composta Para Mídias Visuais), tendo vencido nessas duas últimas categorias. Para além disso, "Shallow", que foi amplamente considerada uma das melhores canções da década de 2010, venceu os prêmios de Best Original Song (Melhor Canção Original) tanto no Óscar como no Globo de Ouro de 2019, assim como em mais seis premiações dedicadas ao cinema. 

## Vida
Wyatt cresceu em Perry Street, em Manhattan, nos anos oitenta. Aos dezoito, juntamente com o músico Greg Kurstin, formaram o Funkraphilliacs, uma banda de pop experimental. A participação nessa banda trouxe a Wyatt a oportunidade de assinar um contrato com a Capitol Records como artista solo. Em seguida, passou a trabalhou no seu álbum em Bath, no sudoeste da Inglaterra, no estúdio Real World, juntamente com Pet Shop Boys e Stephen Hague (produtor de Siouxsie Sioux). No entanto, Wyatt teve problemas de drogadição e problemas psicológicos; devido a isso, foi internado no hospital nova-iorquino Payne Whitney Psychiatric Clinic. Mais tarde, Wyatt mudar-se-ia para o Colorado, passando a estudar na Universidade de Colorado.

## Discografia
Álbuns de estúdio
- 2004: The A.M. (álbum de The A.M.)
- 2009: Miike Snow (álbum de Miike Snow)
- 2012: Happy to You (álbum de Miike Snow)
- 2013: Descender  (álbum a solo de Andrew Wyatt)
- 2016: iii  (álbum de Miike Snow)

## Prêmios e nomeações
| Ano  | Prêmio                          | Categoria                          | Obra      | Resultado | Ref(s) |
| ---- | ------------------------------- | ---------------------------------- | --------- | --------- | ------ |
| 2012 | Grammy Awards de 2012           | Song of the Year                   | "Grenade" | Indicado  | [ 5 ]  |
| 2018 | Hollywood Music in Media Awards | Best Original Song – Feature Film  | "Shallow" | Venceu    | [ 6 ]  |
| 2019 | Critics' Choice Movie Awards    | Best Song                          | "Shallow" | Venceu    | [ 7 ]  |
| 2019 | Prémios Globo de Ouro de 2019   | Best Original Song                 | "Shallow" | Venceu    | [ 8 ]  |
| 2019 | Grammy Awards de 2019           | Song of the Year                   | "Shallow" | Indicado  | [ 9 ]  |
| 2019 | Grammy Awards de 2019           | Best Song Written for Visual Media | "Shallow" | Venceu    | [ 9 ]  |
| 2019 | Houston Film Critics Society    | Best Original Song                 | "Shallow" | Venceu    | [ 10 ] |
| 2019 | Satellite Awards                | Best Original Song                 | "Shallow" | Venceu    | [ 11 ] |